# Анг Энг
Анг Энг (кхмер. អង្គអេង, 1772 — 8 ноября 1796) — король Камбоджи (1779—1796). Правил под именем Нараяма III (санскр. Narayama III) или Норей Реатеа III (кхмер. នារាយណ៍រាជាទី៣).
Полное тронное имя — Брхат Пада Самдач Сдач Брхат Раджанкария Брхат Нараяна Раджадхираджа Рамадипати Шри Сурияпура Парама Суриндхара Маха Чакрапатиратта Парама Павитра Раджадхисрираджа Чау Крунг Камбуджа (санскр. Brhat Pada Samdach Sdach Brhat Rajankariya Brhat Narayana Rajadhiraja Ramadipati Sri Suriyapura Parama Surindhara Maha Chakrapatiratta Parama Pavitra Rajadhisriraja Chau Krung Kambuja).

## Биография
Анг Энг родился в 1772 году, был сыном короля Утая II. Получил образование в Бангкоке. Взошел на престол в возрасте шести лет. Фактически не имел никакой власти, а с момента ввода в страну сиамских войск в 1779—1782 гг. управление страной по очереди осуществляли три регента: Моу, Бена и Су, которые претендовали на камбоджийский престол.
В 1782 году Су и Бен захватили Удонг и казнили Моу. Затем Бен предал своего союзника и убил его. Вернувшись в Камбоджу Анг Энг снова был коронован в Удонге 28 мая 1794 года. 
Пользуясь возможностью, Сиам аннексировал провинции Баттамбанг, Ангкор, Монгкол-Борей и Сисопхон, а 10 000 камбоджийцев принудительно направлены на строительство канала в Бангкоке. Анг Энг скончался от болезни 5 мая 1796 года. В 1797 году его старший сын Анг Тян II в возрасте пяти лет был объявлен новым королем. В этом контексте Пок назначается сиамским королем регентом кхмерского королевства с ответственностью за обеспечение княжеского образования маленьких принцев.